# Kościół w Andze
Kościół w Andze – gotycki, średniowieczny kościół należący do parafii w Andze na wyspie Gotlandia, w Szwecji. Jest to budowla romańska z początku XIII wieku. 

## Historia
W kościele znajduje się jedno z najlepiej zachowanych średniowiecznych wnętrz Gotlandii, z wapiennymi malowidłami. Prawdopodobnie obecna budowla poprzedzona była kościołem klepkowym. Podczas badań archeologicznych w latach 1946-1947 natrafiono na ślady spalonego drewna, co może być dowodem istnienia w tym miejscu wcześniejszego drewnianego kościoła.
Obecna budowla romańska powstała w XIII wieku. Według badań, najstarszymi częściami świątyni są prezbiterium i absyda, które zostały zbudowane około 1215 roku. Nawa pochodzi z 1250 roku, a wieża z 1265 roku.
Obrazy pochodzą z dwóch okresów. Starsze, głównie ozdobne, pochodzą z końca XIII wieku, ich twórcą jest Halvard. Młodsze natomiast wykonane zostały w połowie XV wieku, ich autorem jest nieznany, tzw. Mistrz Męki Pańskiej (szw. Passionsmästaren) działający na Gotlandii w XV wieku.
W runicznej inskrypcji na północnej ścianie nawy znajdują się nazwiska chłopów, którzy pracowali przy budowie kościoła. W 1717 roku kościół został spustoszony przez wojska rosyjskie.
Ważnym wyposażeniem kościoła jest chrzcielnica z drugiej połowy XIII wieku, ołtarz z końca XIV wieku i krucyfiks z XV wieku. Ambona została wykonana pod koniec XVII wieku, a ławki w XVIII wieku. W prezbiterium mieści się z XIII-wieczna płyta nagrobna. Większość spośród średniowiecznych drewnianych rzeźb, znajdujących się w tutejszej świątyni, mieści się teraz w Muzeum Gotlandii w Visby.

## Galeria

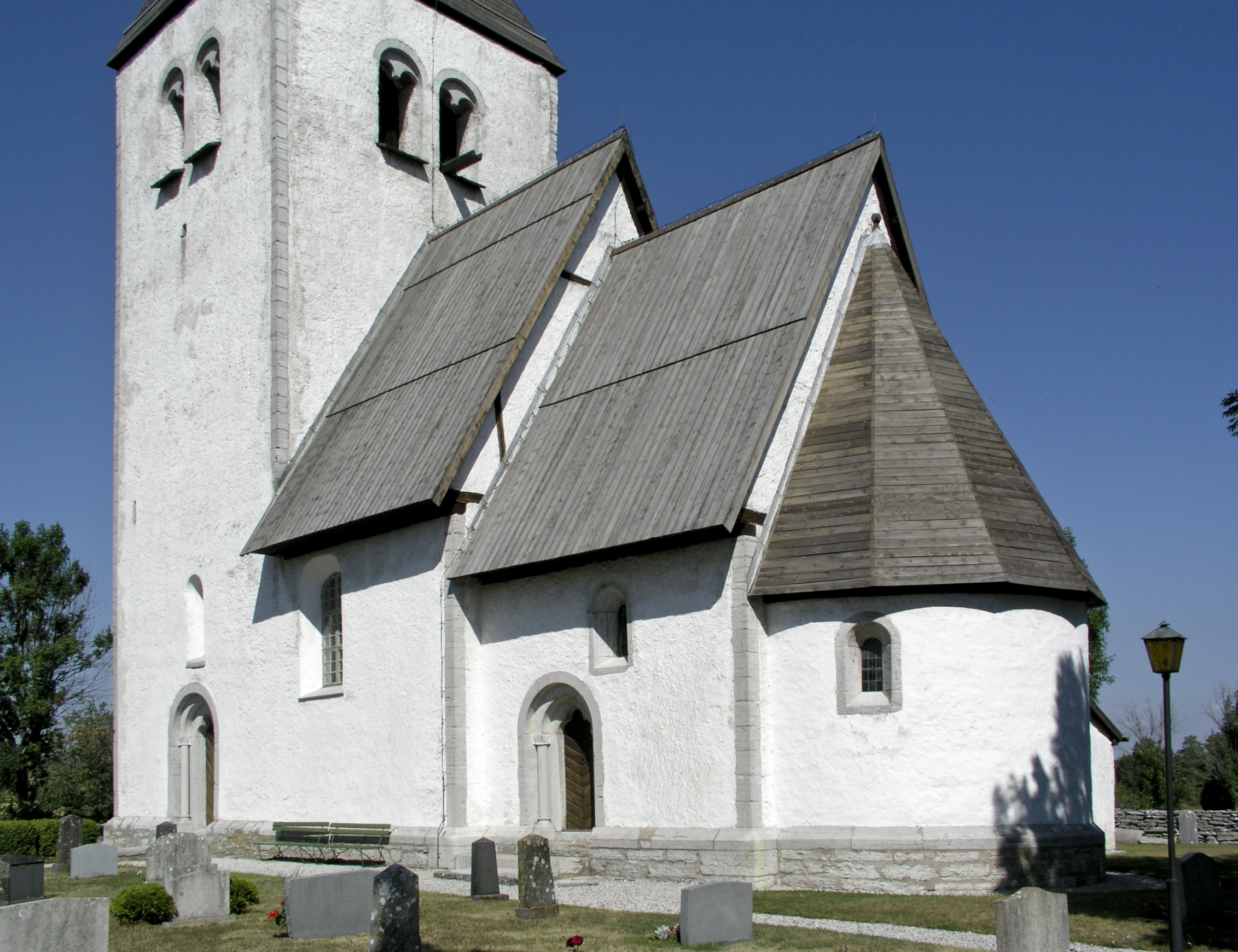
Widok kościoła
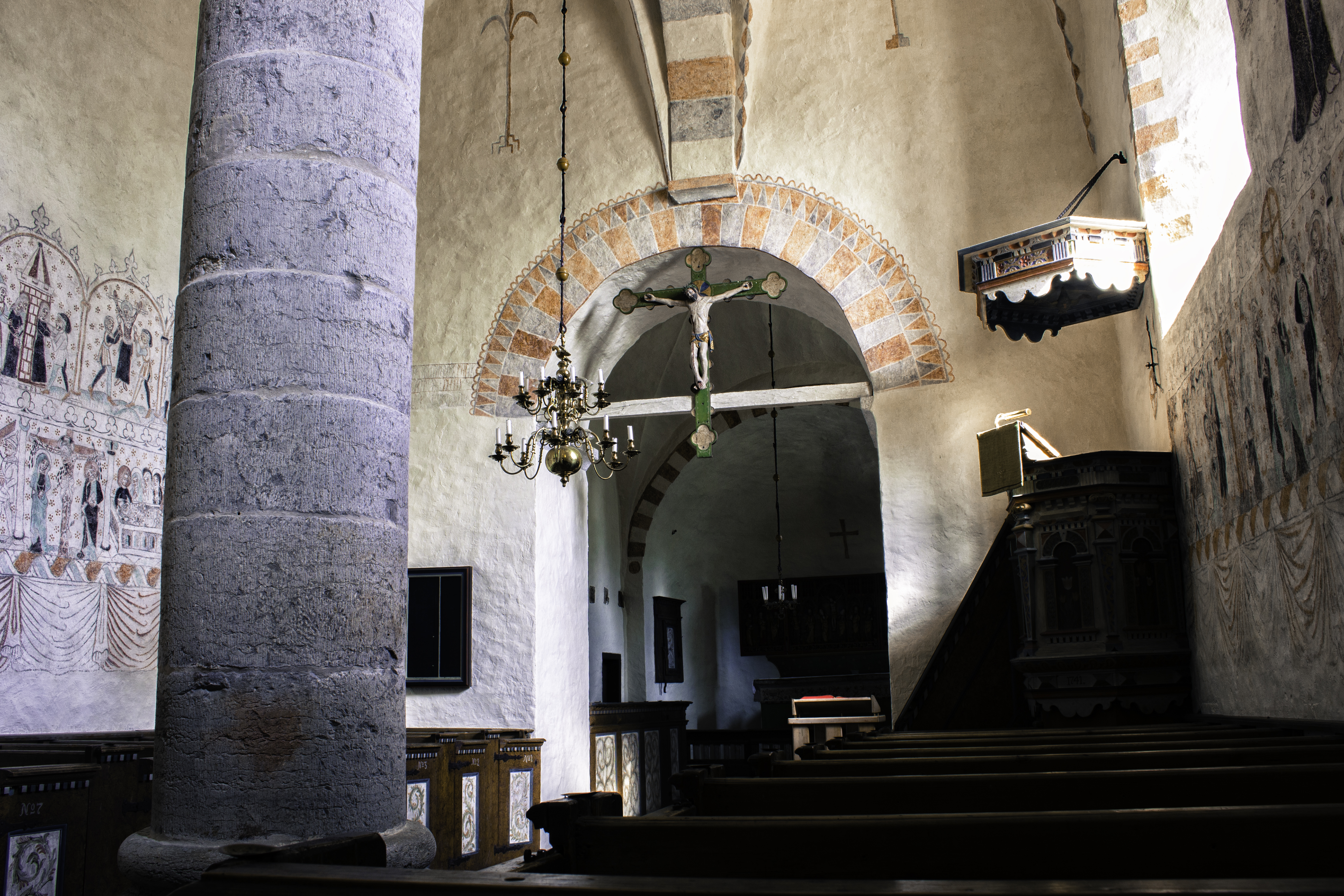
Wnętrze
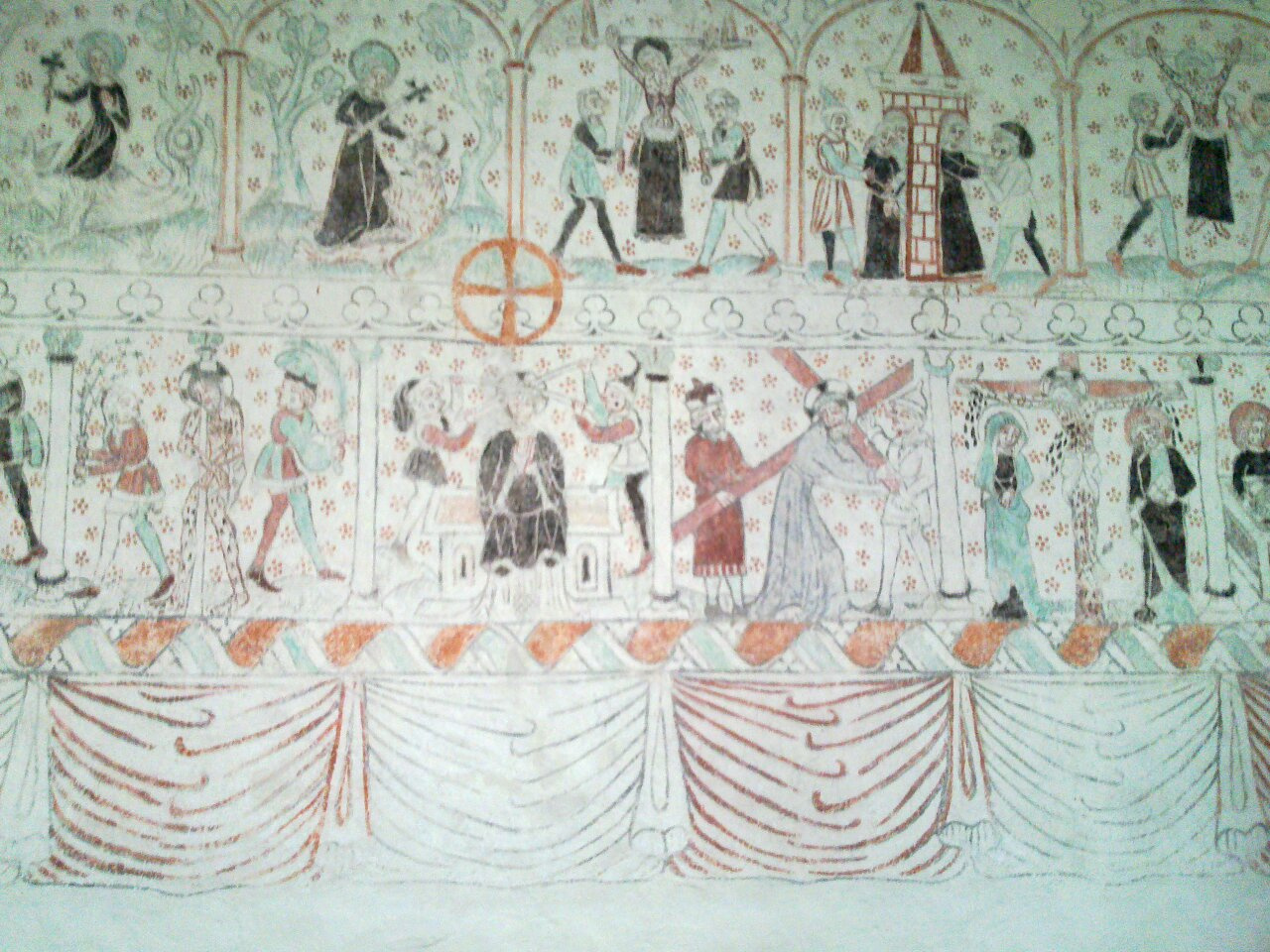
Malowidło w kościele, wykonane przez Mistrza Męki Pańskiej
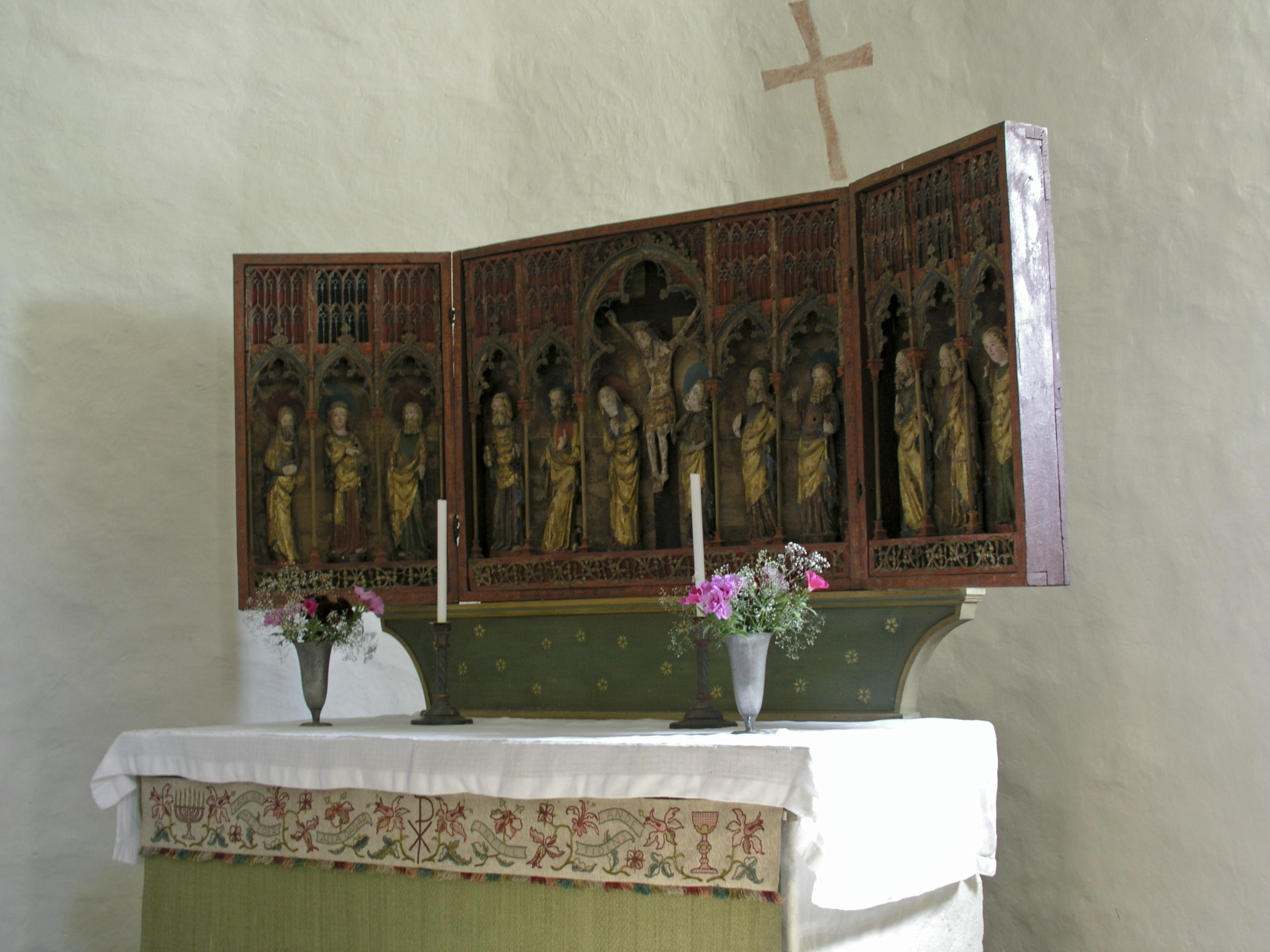
Ołtarz w kościele